# François Ier de Médicis
Pour les autres membres de la famille, voir Famille de Médicis.
François Ier de Médicis, né le 25 mars 1541 à Florence, mort le 19 octobre 1587 à Poggio a Caiano, est le grand-duc de Toscane de 1574 à 1587.

## Biographie

### Jeunesse
Fils de Cosme Ier de Médicis et d'Éléonore de Tolède, il est appelé François en raison d'un vœu prononcé par la duchesse à l'occasion d'un pèlerinage au sanctuaire franciscain de La Verna.
À partir de 1564, François est régent du grand-duché à la place de son père. Le 18 décembre 1565, il épousa Jeanne d'Autriche (1547-1578), fille de Ferdinand Ier de Habsbourg avec qui il a huit enfants, dont deux filles qui atteignent l'âge adulte : Marie, future épouse d'Henri IV et Éléonore, qui épouse Vincent Ier de Mantoue. Il se révèle piètre souverain et gouverne de manière despotique.
Il se remarie avec sa maîtresse Bianca Cappello en 1579, après la mort de sa première femme, ce qui scandalise le peuple florentin qui l'accuse de débauche. Ils ont ensemble un fils, Antonio (29 août 1576 - 2 mai 1621), ou selon d'autres sources, il est adopté par le couple. Quoi qu'il en soit, cet individu singulier se heurte à l'opposition de sa famille et est exclu de la succession. Bianca Cappello a toujours été détestée par la cour et par le frère de François, le cardinal Ferdinand Ier de Médicis, à tel point que la mort subite du couple, à un jour d'intervalle, fait naître les soupçons d'un empoisonnement ordonné par le cardinal lui-même, tandis qu'on parle de causes liées à une maladie foudroyante.

### Grand-duc de Toscane
François, comme son père Cosme, est enclin au despotisme, mais contrairement à celui-ci, il est incapable de maintenir l'indépendance de Florence et agit presque comme un simple vassal de son beau-père, l'empereur romain germanique. Effrayé par la conspiration d'Orazio Pucci, Piero Ridolfi et d'autres nobles florentins en 1575, il se montre impitoyable avec les responsables et leurs soutiens, allant jusqu'à donner son approbation, sinon effectivement planifier, l'assassinat de deux femmes Médicis qui entretiennent des relations avec le parti anti-Médicis : sa sœur Isabelle de Médicis et sa belle-sœur Leonora Álvarez de Tolède, tuées par leurs maris à moins d'une semaine d'intervalle dans des circonstances très similaires.
François est peu intéressé par la politique et préfère laisser le sort du grand-duché entre les mains de nombreux fonctionnaires à qui il fait aveuglément confiance, se consacrant aux sciences, à la recherche, à l'alchimie, à l’architecture et à la décoration. Il continue à taxer lourdement ses sujets afin de payer d'importants tributs à l'Empire.
Comme ses ancêtres, François est un mécène important, favorisant de nombreux artistes et chargeant Bernardo Buontalenti de construire la Villa di Pratolino, sur le domaine qu'il a lui-même acheté en 1568. La villa, aujourd'hui perdue, est construite entre 1569 et 1581 ; elle est considérée comme la plus somptueuse des villas médicéennes, construite dans le but de créer un environnement de conte merveilleux pour sa seconde épouse, sur des canons hermétiques et des connaissances occultes.
Il confie encore à Bernardo Buontalenti la conception de la ville fortifiée de Livourne, afin d'assurer un débouché adéquat sur la mer pour le trafic du grand-duché. Il achète la Villa la Magia et tous les biens de la villa du mont Montalbano.
Passionné d'alchimie, il est sensible aux travaux des plus grands chimistes et alchimistes de l'époque. Impressionné par la porcelaine chinoise importée en Occident, il veut à tout prix résoudre le problème des mélanges pour parvenir à une production locale ; il fait travailler les « archaïstes » au Casino Mediceo di San Marco de Florence, sous la direction de Buontalenti, en participant lui-même aux expériences, effectuant de longues visites au laboratoire. Les tentatives sont couronnées de succès : les premières œuvres en porcelaine en pâte de verre jamais réalisées en Occident, appelées « porcelaines Médicis » sont découvertes vers 1575.
Il commence une galerie de tableaux aux Offices et fait exécuter son « studiolo ». Réalisé de 1570 à 1572 sous la direction de Giorgio Vasari et sur le projet de Vincenzo Borghini, ce petit cabinet d’étude typiquement maniériste, rempli de ses œuvres préférées à l'intérieur du Palazzo Vecchio de Florence, présente une symbolique ésotérique des quatre éléments : l'Art, la Nature, le Temps et l'Homme. Il est destiné à « ... servir à une garde-robe d'objets rares et précieux, tant pour la monnaie que pour l'art, c'est-à-dire bijoux, médailles, pierres, cristaux et vases sculptés, travaillés... »
En 1585, il a l'honneur d'héberger à sa cour l'ambassade Tenshō, la première mission diplomatique japonaise en Europe, qu'il a du également visiter Pise et Sienne.
À sa mort, son frère Ferdinand lui succède, qui quitte son siège de cardinal pour l'occasion.

### Mort suspecte

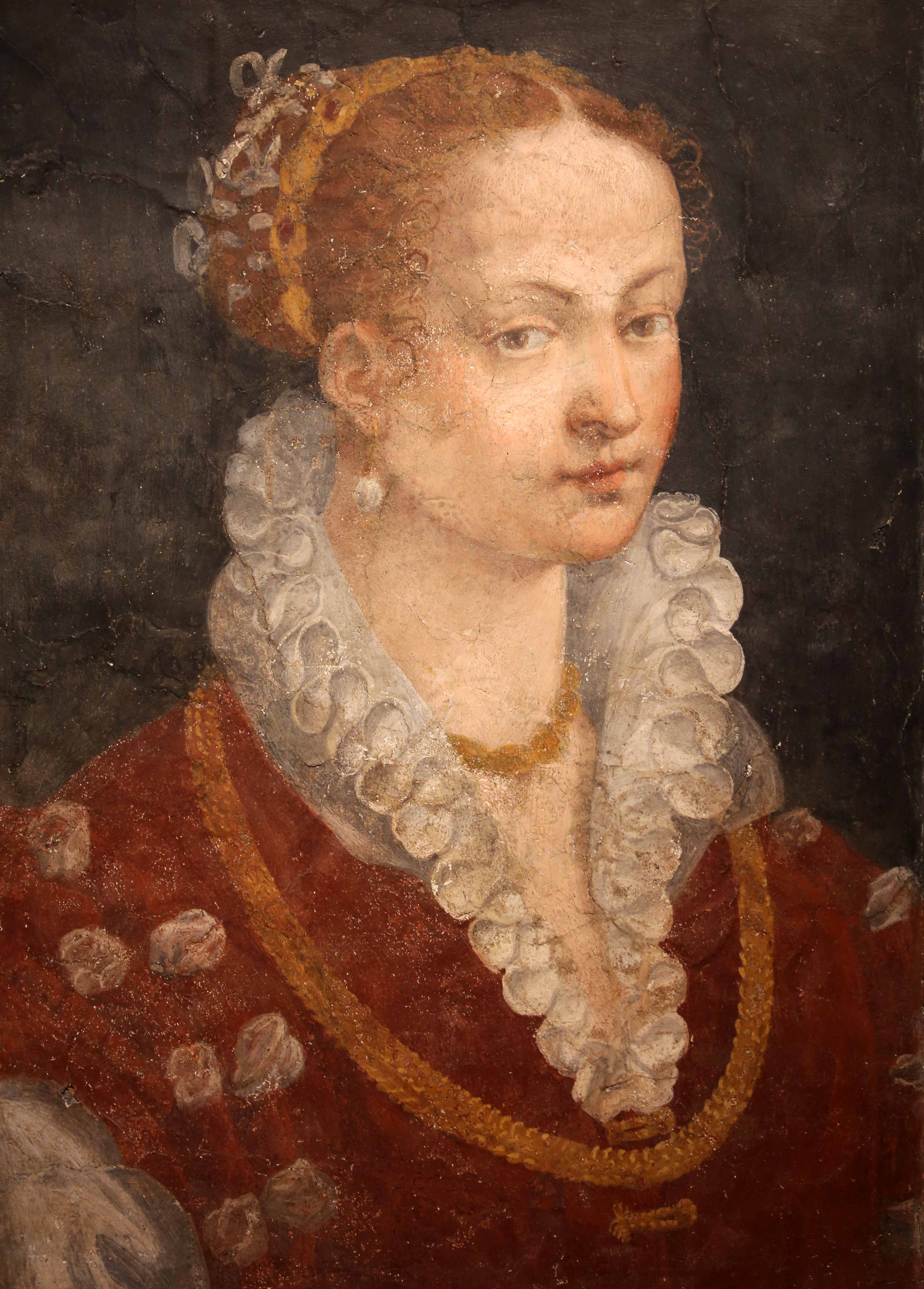
Atelier d'Alessandro Allori, Portrait de Bianca Cappello, musée des offices.

Le soir du 8 octobre 1587, après une journée de chasse avec son frère Ferdinand, François et Bianca dînent à la villa médicéenne de Poggio a Caiano, mais Francesco puis Bianca se sentent mal et partent bientôt, se plaignant d'une fièvre élevée et intermittente avec des épisodes de vomissements : onze jours plus tard, ils meurent tous deux, sans que l’un ne sache pour l’autre.
Sa mort, le 19 octobre 1587, ainsi que celle quasi simultanée de Bianca, est attribuée par ses contemporains à une crise de paludisme, comme le mentionne le certificat de décès, une maladie très répandue au cours des siècles passés. Cependant, des rumeurs se répandent immédiatement selon lesquelles le couple a été empoisonné par Ferdinand, dont on connait l'aversion pour Bianca et qui aspire à succéder à son frère avant qu'il n'ait un héritier mâle.
Ferdinand contribue à alimenter les soupçons en créant une barrière du secret autour des deux dépouilles et en assumant lui-même la gestion directe de l'événement. Il fait pratiquer une autopsie sur les deux corps et organise leur enterrement, apparemment à la hâte.
La mort soudaine et à la cause incertaine des deux personnages a alimenté le foisonnement d’hypothèses et de reconstructions au cours des siècles suivants, tout en inspirant des œuvres littéraires.
En 2006, une enquête, dont les résultats sont publiés dans le British Medical Journal, d'une équipe de chercheurs de l'université de Florence, dirigée par le toxicologue et médecin légiste Francesco Mari, grâce à la découverte des jarres contenant les restes des viscères de Bianca Cappello, conduit à la conclusion que l'empoisonnement à l'arsenic comme la cause la plus probable du décès du couple grand-ducal,. Les conclusions de cette étude sont contestées suivant l'hypothèse selon laquelle les dépouilles auraient pu être contaminées par les techniques d'embaumement ; mais les analyses de viscères trouvées à Bonistallo et ayant servi à l'autopsie de l'époque, c'est-à-dire avant un embaumement d'ailleurs hypothétique, infirment cette approche.
Selon un autre groupe de chercheurs des universités de Pise et de Turin, dirigé par l'historien médical Gino Fornaciari, les causes de décès devraient être attribuées au paludisme<. Les résultats de l'équipe florentine sont ensuite repris et détaillés dans le docudrame allemand Mord im Hause Medici (2/2). Karriere einer Mätresse présenté en 2013 par la chaîne de télévision européenne Arte. Le programme, dont l'historienne médicale le professeur Donatella Lippi est l'un des membres de l'équipe, est ensuite diffusé en Italie par Rai Storia en décembre 2014, dans le cadre de la troisième série du programme BC, avec le titre I segreti dei Medici 2. Ascesa di un'amante .

## Descendance
Avec Jeanne d'Autriche :
- Éléonore de Médicis (1567-1611), épouse son cousin Vincent Ier de Mantoue, duc de Mantoue
- Romola (1568-1568)
- Anne (1569-1584)
- Isabella (1571-1572)
- Lucrezia (1572-1574)
- Marie de Médicis (1575-1642), épouse Henri IV et devient reine de France
- mort-né (1575)
- Filippo de Médicis, grand prince de Toscane (1577-1582), héritier du Grand-Duché de Toscane, il est grand prince de Toscane de sa naissance jusqu'à sa mort prématurée
- Enfant sans nom (10 avril 1578), mort dans le ventre de sa mère, décédée le lendemain

Avec Bianca Cappello :
- Antoine de Médicis (1576-1621). La véritable lignée d'Antoine n'est pas connue, parfois indiquée comme le fils de Bianca, parfois comme le fils d'un de ses serviteurs ; il est considéré comme illégitime et n'est pas bien accepté par les héritiers légitimes. Il est chevalier de Malte (1594), prieur de Pise, diplomate grand-ducal en France (1598), à Milan (1598), à Gênes (1599), à Bologne (1601), à Livourne (1602, 1603, 1614), à Rome (1605), à Mantoue (1608) et à Ravenne (1608).